# Grande vitesse ferroviaire au Canada
Il existe plusieurs projets de ligne à grande vitesse au Canada, mais aucune n'est mise en service. Des études de faisabilité sont régulièrement menées depuis les années 1970, mais le train à grande vitesse est considéré comme trop coûteux et non rentable.

## Corridor Québec-Windsor
Le projet d'une ligne à grande vitesse a été étudiée, mais a été rejetée en 2021 par Via Rail Canada au profit de trains à grande fréquence allant jusqu'à 177 km/h.

### Alto
Le 28 octobre 2024, il a été confirmé que le train à grande fréquence serait construit comme un train à grande vitesse à part entière, avec des trains entièrement séparés au niveau et capables de rouler jusqu'à 300 km/h. L'offre gagnante devait être annoncée quelques semaines plus tard, la conception du système devant durer environ quatre ans. Le consortium sélectionné, appelé Cadence, comprend des entreprises telles que la SNCF, Air Canada, SYSTRA Canada, Keolis Canada, AtkinsRéalis et CPDQ Infra. 3,9 milliards $ CA ont été promis pour la phase de conception du projet, après quoi la construction devrait commencer.
Le 19 février 2025, le premier ministre Justin Trudeau a annoncé que le projet Cadence était modifié pour devenir une ligne ferroviaire à grande vitesse entièrement électrique reliant Toronto à la ville de Québec. Le projet de corridor d'environ 1 000 km sera baptisé Alto, qui est également le nouveau nom de la société d'État de Via Rail, anciennement connue sous le nom de Tr.1 Le consortium Cadence et la société d'État collaboreront à la conception, au financement, à l'exploitation et à l'entretien du projet.

## Corridor Calgary-Edmonton

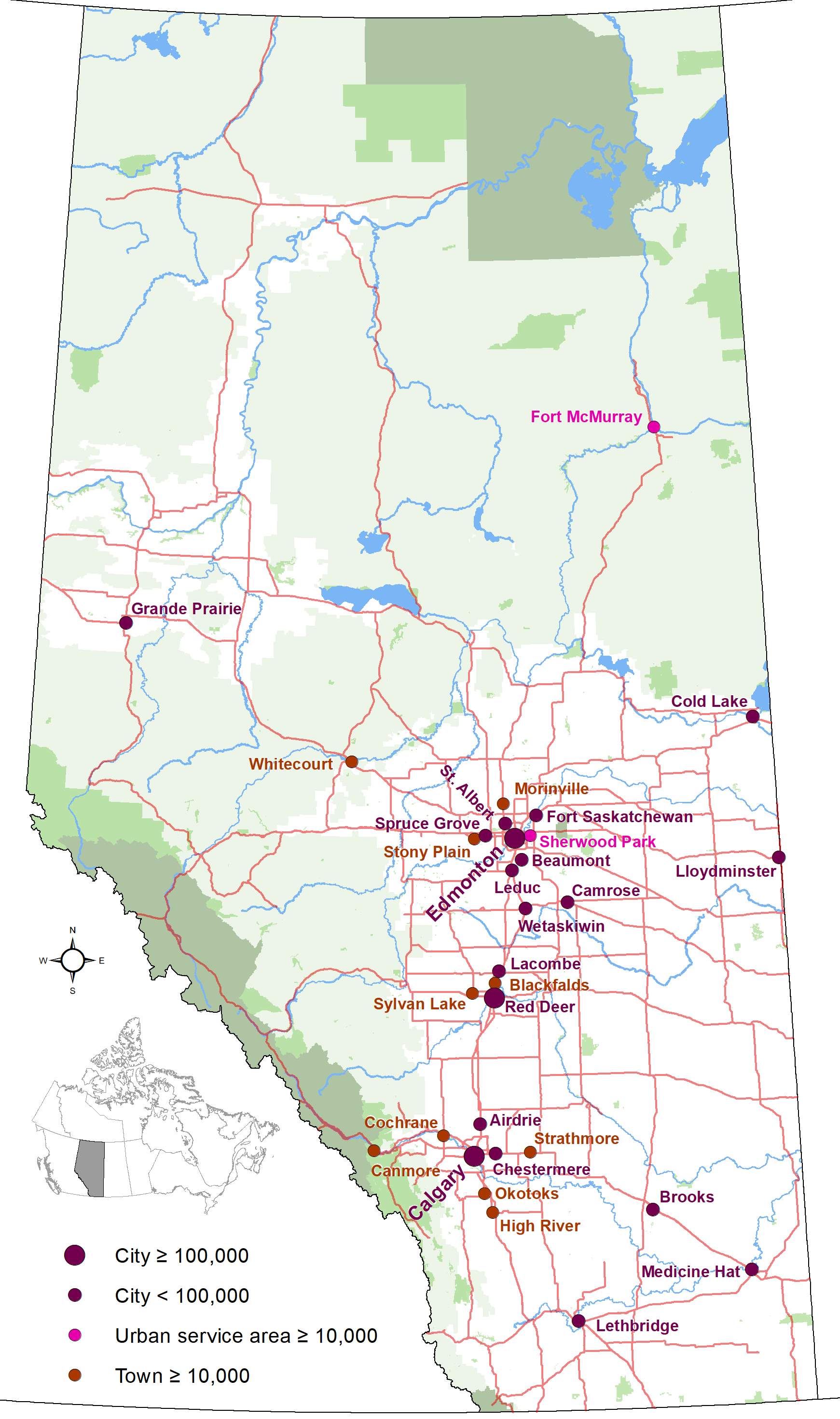
Carte montrant l'importance démographique de Calgary, Red Deer et Edmonton.

Le comité chargé d'évaluer le projet évalue en 2014 que la ligne prévue n'est pas rentable faute de passagers.
L'entreprise TransPod lève 550 millions de dollars en mars 2022 pour un projet proche de celui de l'Hyperloop. Les travaux doivent débuter en 2027 et la mise en service se faire à partir de 2031.

## Vancouver-Seattle
Une ligne à grande vitesse permettrait de relier Vancouver en Colombie-Britannique à Seattle dans l'État américain de Washington en une heure,. Deux études de faisabilité sont réalisées en 2019 et 2020, une troisième phase d'études est commandée en septembre 2022. Le coût estimé est alors de 42 milliards de dollars américains dans une version de la ligne allant jusqu'à Portland.